# Cicloheptà
El cicloheptà és un cicloalcà amb la fórmula molecular C₇H14. El cicloheptà és utilitzat com a solvent apolar per la indústria química i com un intermedi en la fabricació de substàncies químiques i fàrmacs. Pot ser derivat per la reducció Clemmensen del cicloheptanonà. El vapor del cicloheptà és irritant per als ulls i pot causar depressió respiratòria si és inhalat en grans quantitats.
És utilitzat com a solvent orgànic apolar i com compost de partida per la producció d'altres substàncies i medicaments.